# Vladimír Blažka
Vladimír Blažka (12. prosince 1920 Olešnice – 14. dubna 1945 Brno, Kounicovy koleje) byl během druhé světové války člen protifašistické odbojové organizace Předvoj. Provedl společně s Aloisem Bauerem atentát na SS-Hauptsturmführera Augusta Gölzera, který byl po Reinhardu Heydrichovi druhým nejvyšším představitelem nacistické organizace SS, na něhož byl v Protektorátu Čechy a Morava proveden úspěšný atentát.

## Život
Vladimír Blažka se narodil 12. prosince 1920 v Olešnici na Moravě. Později se rodina přestěhovala do Brna-Husovic. V době mobilizace v roce 1938 dobrovolně narukoval ke 2. rotě 43. pěšího pluku, kde prožil ztrátu československého pohraničí i vyhlášení Protektorátu. Poté odešel z Brna na práci do Říše, kde pracoval v Berlíně a Hamburku, ve Štrasburku a ve Vídni. Při kurýrní cestě k partyzánům byl v lednu 1944 zadržen na rakousko-chorvatské hranici. Pět měsíců byl vězněn v Marburgu. Jelikož nevyzradil účel cesty přes hranice, byl propuštěn a nasazen do továrny v Dubnici nad Váhom na Slovensku. Odtud však utekl a 17. srpna 1944 se stal příslušníkem II. partyzánské brigády gen. M. R. Štefánika. Po porážce Slovenského národního povstání se vrátil s partyzány na Moravu a 8. 12. 1944 do Brna k rodičům, kde fungoval jako partyzánská spojka pod krycím jménem „poručík Poruba“. Na začátku února 1945 se společně se svým bratrancem A.Bauerem stali členy levicové odbojové organizace Předvoj.

## Atentát na Augusta Gölzera
Dne 7. února 1945 ve večerních hodinách provedl Blažka společně s Bauerem v Brně na Nerudově ulici atentát na SS Hauptsturmführera Augusta Gölzera. Blažka vystřelil na Gölzera čtyři rány z pistole. Teprve čtvrtý výstřel zasáhl Gölzera, který se stihl ukrýt v domě. Záchranný vůz dorazil se značným zpožděním a odvezl zraněného na chirurgické oddělení na Žlutém kopci, kde byl hned operován. August Gölzer zemřel v noci ze 7. na 8. února 1945 v 0.30 hodin.

## Dopadení a smrt
Jména Blažky a Bauera vyzradil gestapu zatčený velitel branného referátu Předvoje ing.arch.Vladimír Tišnovský. Oba byli 22. 3. 1945 zatčeni a podrobeni brutálním výslechům. Z příkazu státního ministra a vyššího vedoucího policie a SS K. H. Franka, jenž si při návštěvě Brna na jaře 1945 vyžádal dokumentaci Gölzerova případu, byli Blažka s Bauerem 14. dubna 1945 na dvoře Kounicových kolejí zastřeleni ranou do týla. Popravu vykonal osobně vedoucí exekutivního oddělení, kriminální rada brněnského gestapa Otto Koslowski.
Těla obou bratranců byla pochována na čestném místě Ústředního hřbitova v Brně ve skupině 25. Oba byli vyznamenáni Československým válečným křížem in memoriam. Vladimír Blažka (uveden jako partyzán-poručík Vlad.Blažka-Poruba) 19. července 1946 a A.Bauer dne 13. dubna 1946 .